# Llista de topònims de Savallà del Comtat
Llista de topònims (noms propis de lloc) del municipi de Savallà del Comtat, a la Conca de Barberà
Informació actualitzada per un bot. Els canvis manuals es perdran quan s'actualitzi!

## cabana
| imatge | Nom                | Ubicat a           | instància de | Detalls | coordenades                                                         | Protecció | Commons (més fotos) | Dades a WD                    |
| ------ | ------------------ | ------------------ | ------------ | ------- | ------------------------------------------------------------------- | --------- | ------------------- | ----------------------------- |
|        | cobert del Balcell | Savallà del Comtat | cabana       |         | 41° 32′ 42″ N, 1° 18′ 11″ E / 41.544872177076°N,1.30316832563431°E  |           |                     | Modifica les dades a Wikidata |
|        | era del Barbà      | Savallà del Comtat | cabana       |         | 41° 32′ 29″ N, 1° 18′ 12″ E / 41.5413995065087°N,1.30343895992621°E |           |                     | Modifica les dades a Wikidata |
|        | era del Pasqual    | Savallà del Comtat | cabana       |         | 41° 32′ 48″ N, 1° 15′ 31″ E / 41.5467453272675°N,1.25857887727299°E |           |                     | Modifica les dades a Wikidata |
|        | era del Pau        | Savallà del Comtat | cabana       |         | 41° 32′ 15″ N, 1° 18′ 08″ E / 41.5375166895174°N,1.30216188212792°E |           |                     | Modifica les dades a Wikidata |
|        | era del Peret      | Savallà del Comtat | cabana       |         | 41° 32′ 57″ N, 1° 15′ 42″ E / 41.5491081271335°N,1.261752693089°E   |           |                     | Modifica les dades a Wikidata |
|        | era del Pubill     | Savallà del Comtat | cabana       |         | 41° 32′ 48″ N, 1° 15′ 53″ E / 41.5467940016277°N,1.26477606520501°E |           |                     | Modifica les dades a Wikidata |

## castell
| imatge | Nom                | Ubicat a           | instància de | Detalls                                              | coordenades                                                                                 | Protecció                                            | Commons (més fotos) | Dades a WD                    |
| ------ | ------------------ | ------------------ | ------------ | ---------------------------------------------------- | ------------------------------------------------------------------------------------------- | ---------------------------------------------------- | ------------------- | ----------------------------- |
|        | Castell de Segura  | Savallà del Comtat | castell      | Estil: arquitectura romànica                         | 41° 32′ 40″ N, 1° 15′ 56″ E / 41.544575°N,1.265571°E ca:Carrer del Castell, Segura 804 msnm | bé d'interès cultural bé cultural d'interès nacional | Castell de Segura   | Modifica les dades a Wikidata |
|        | castell de Savallà | Savallà del Comtat | castell      | Estil: gòtic tardà arquitectura popular 15th century | 41° 32′ 37″ N, 1° 17′ 57″ E / 41.5437°N,1.2991°E ca:Carrer del Castell 847 msnm             | bé d'interès cultural bé cultural d'interès nacional | Castell de Savallà  | Modifica les dades a Wikidata |

## entitat singular de població
| imatge | Nom                | Ubicat a           | instància de                                   | Detalls | coordenades                                                      | Protecció | Commons (més fotos)         | Dades a WD                    |
| ------ | ------------------ | ------------------ | ---------------------------------------------- | ------- | ---------------------------------------------------------------- | --------- | --------------------------- | ----------------------------- |
|        | Savallà del Comtat | Savallà del Comtat | entitat singular de població capital municipal | 28 hab  | 41° 32′ 36″ N, 1° 17′ 58″ E / 41.5432267°N,1.29951628°E 828 msnm |           |                             | Modifica les dades a Wikidata |
|        | Segura             | Savallà del Comtat | entitat singular de població                   | 20 hab  | 41° 32′ 39″ N, 1° 15′ 58″ E / 41.544175°N,1.26611111°E 784 msnm  |           | Segura (Savallà del Comtat) | Modifica les dades a Wikidata |

## església
| imatge | Nom                              | Ubicat a           | instància de | Detalls       | coordenades                                       | Protecció                   | Commons (més fotos)              | Dades a WD                    |
| ------ | -------------------------------- | ------------------ | ------------ | ------------- | ------------------------------------------------- | --------------------------- | -------------------------------- | ----------------------------- |
|        | Sant Pere de Savallà del Comtat  | Savallà del Comtat | església     | Estil: barroc | 41° 32′ 35″ N, 1° 17′ 57″ E / 41.543°N,1.29912°E  | bé cultural d'interès local | Sant Pere de Savallà del Comtat  | Modifica les dades a Wikidata |
|        | església de l'Assumpta de Segura | Savallà del Comtat | església     | Estil: barroc | 41° 32′ 38″ N, 1° 15′ 56″ E / 41.5439°N,1.26561°E | bé cultural d'interès local | Església de l'Assumpta de Segura | Modifica les dades a Wikidata |

## masia
| imatge | Nom               | Ubicat a           | instància de | Detalls | coordenades                                                         | Protecció | Commons (més fotos) | Dades a WD                    |
| ------ | ----------------- | ------------------ | ------------ | ------- | ------------------------------------------------------------------- | --------- | ------------------- | ----------------------------- |
|        | Bell-lloc         | Savallà del Comtat | masia        |         | 41° 33′ 30″ N, 1° 17′ 28″ E / 41.5584022304463°N,1.29112263222614°E |           |                     | Modifica les dades a Wikidata |
|        | Cal Bertran       | Savallà del Comtat | masia        |         | 41° 32′ 40″ N, 1° 17′ 09″ E / 41.5444895799732°N,1.28587827633715°E |           |                     | Modifica les dades a Wikidata |
|        | Cal Carulla       | Savallà del Comtat | masia        |         | 41° 32′ 40″ N, 1° 16′ 04″ E / 41.5445494700577°N,1.26764150507048°E |           |                     | Modifica les dades a Wikidata |
|        | Cal Cervera       | Savallà del Comtat | masia        |         | 41° 32′ 44″ N, 1° 18′ 26″ E / 41.5454712184656°N,1.30714504286131°E |           |                     | Modifica les dades a Wikidata |
|        | Masia de Bardines | Savallà del Comtat | masia        |         | 41° 32′ 00″ N, 1° 18′ 57″ E / 41.5333302852753°N,1.31575664939447°E |           |                     | Modifica les dades a Wikidata |

## serra
| imatge | Nom          | Ubicat a                  | instància de | Detalls | coordenades                                                         | Protecció | Commons (més fotos) | Dades a WD                    |
| ------ | ------------ | ------------------------- | ------------ | ------- | ------------------------------------------------------------------- | --------- | ------------------- | ----------------------------- |
|        | La Teixonera | Conesa Savallà del Comtat | serra        |         | 41° 32′ 07″ N, 1° 17′ 19″ E / 41.53538889°N,1.28864167°E 852 msnm   |           |                     | Modifica les dades a Wikidata |
|        | Les Serres   | Llorac Savallà del Comtat | serra        |         | 41° 32′ 59″ N, 1° 18′ 09″ E / 41.54963611°N,1.30249694°E 843.5 msnm |           |                     | Modifica les dades a Wikidata |

## Misc
| imatge | Nom                                                    | Ubicat a                                                                | instància de      | Detalls                      | coordenades                                                                                           | Protecció                                  | Commons (més fotos)                         | Dades a WD                    |
| ------ | ------------------------------------------------------ | ----------------------------------------------------------------------- | ----------------- | ---------------------------- | --- | ------------------------------------------ | ------------------------------------------- | ----------------------------- |
|        | Cap de Cans                                            | Savallà del Comtat                                                      | muntanya          |                              | 41° 32′ 45″ N, 1° 15′ 02″ E / 41.5459°N,1.25048°E 773 msnm                                            |                                            |                                             | Modifica les dades a Wikidata |
|        | Savallá d'el Comtat                                    | Savallà del Comtat                                                      | vèrtex geodèsic   | Alt: 1.2m                    | 41° 32′ 37″ N, 1° 17′ 55″ E / 41.543724°N,1.298475°E 853.345 msnm                                     |                                            |                                             | Modifica les dades a Wikidata |
|        | casa consistorial de Savallà del Comtat                | Savallà del Comtat                                                      | casa consistorial |                              | 41° 32′ 35″ N, 1° 18′ 01″ E / 41.5429682°N,1.3003412°E                                                |                                            |                                             | Modifica les dades a Wikidata |
|        | esteles funeràries del cementiri de Savallà del Comtat | Savallà del Comtat                                                      | col·lecció        |                              | 41° 32′ 40″ N, 1° 18′ 19″ E / 41.5444°N,1.30537°E Segura                                              | bé integrant del patrimoni cultural català | Esteles del cementiri de Savallà del Comtat | Modifica les dades a Wikidata |
|        | riu Corb                                               | Noguera Segrià Conca de Barberà Pla d'Urgell Urgell província de Lleida | curs d'aigua      | Desemboca: Segre Llarg: 57km | 41° 40′ 41″ N, 0° 42′ 45″ E / 41.678°N,0.71242°E 41° 32′ 33″ N, 1° 21′ 21″ E / 41.542506°N,1.355713°E |                                            | Corb River                                  | Modifica les dades a Wikidata |